# Gran coalición

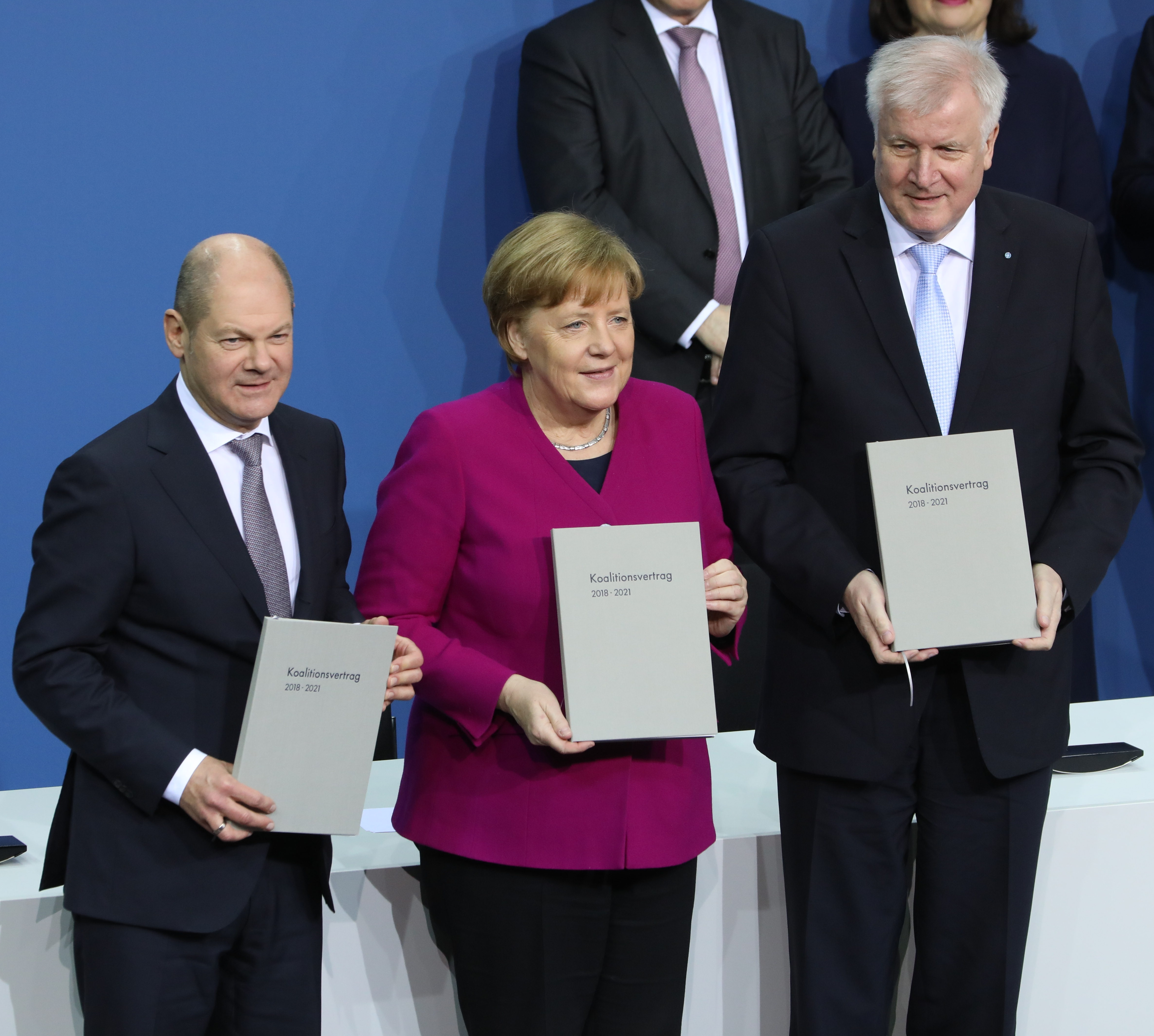
Firma del acuerdo de coalición para el 19º periodo electoral del Bundestag: Olaf Scholz, Angela Merkel, Horst Seehofer.

Una gran coalición es un tipo de acuerdo que alcanzan dos o más grandes partidos políticos de ideologías políticas opuestas para poder formar un gobierno de coalición. El término se utiliza con mayor frecuencia en los países con un sistema parlamentario multipartidista en los que existen dos partidos dominantes con diferentes orientaciones ideológicas, y un conjunto de pequeños partidos que han pasado el umbral electoral para obtener representación en el Parlamento; normalmente se constituye un gobierno de «gran coalición» cuando uno de estos grandes partidos se ve imposibilitado para alcanzar una mayoría parlamentaria y/o poder seguir gobernando, o también por una situación excepcional. Dado que ambos partidos suelen representar esferas ideológicas opuestas, es difícil que se formen muchos gobiernos de este tipo.
En Alemania, el término «gran coalición» (en alemán: Große Koalition) se emplea generalmente para referirse a los gobiernos de coalición formados por democratacristianos (CDU y la CSU bávara) y socialdemócratas del SPD. En 1966 se formó el primer gobierno de gran coalición bajo la presidencia del canciller Kurt Georg Kiesinger. En los últimos años la canciller Angela Merkel ha liderado tres gobiernos de gran coalición junto al SPD.